# 薩拉索塔縣 (佛羅里達州)
薩拉索塔县（英語：Sarasota County）是美國佛羅里達州的一個縣，位於佛羅里達半島西岸，臨墨西哥灣。面積1,878平方公里。根據美國2000年人口普查，共有人口325,957人，2005年人口366,256人。縣治薩拉索塔（Sarasota）。
成立於1921年5月14日。縣名來自卡盧薩語，是「岩石角」的意思。